# Dörrnwasserlos

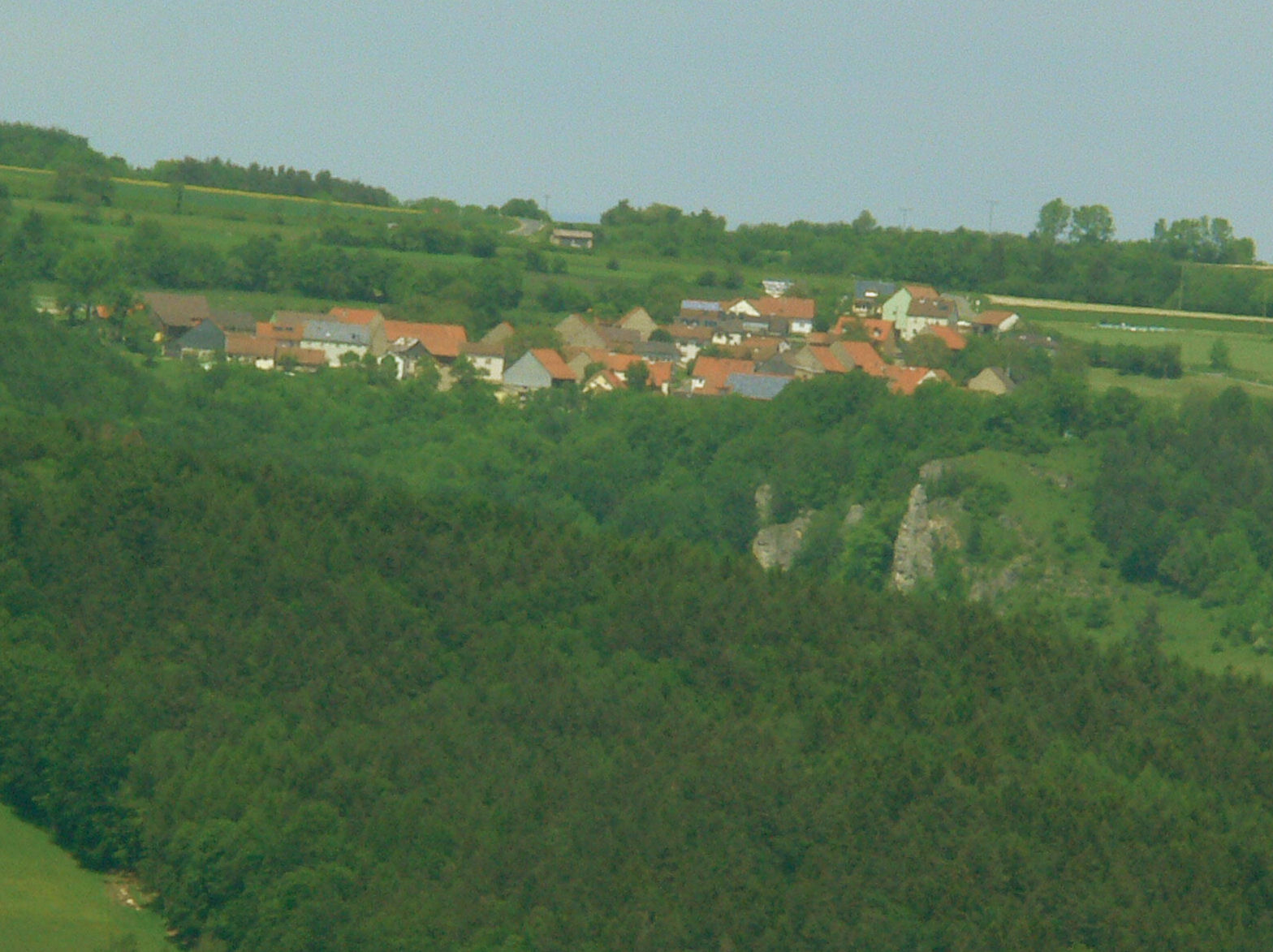
Ansicht von Dörrnwasserlos

Dörrnwasserlos ist ein Gemeindeteil der Stadt Scheßlitz im oberfränkischen Landkreis Bamberg in Bayern. Im März 2022 zählte das Dorf Dörrnwasserlos 70 Einwohner.

## Name
Eine Deutung des ungewöhnlichen Namens bezieht sich auf den geologischen Standort (zur dürren oder dornigen Wasserlöse), eine andere auf den althochdeutschen Begriff losi, losa, der eine auf Nutzung gründende Abgabe oder Steuer bezeichnet.

## Geschichte
Am 1. Januar 1972 wurde der Ort im Zuge der Gebietsreform in Bayern zunächst nach Stübig eingemeindet. Zusammen mit Stübig wechselte der Ort am 1. Mai 1978 in die nahegelegene Stadt Scheßlitz.

## Bildergalerie

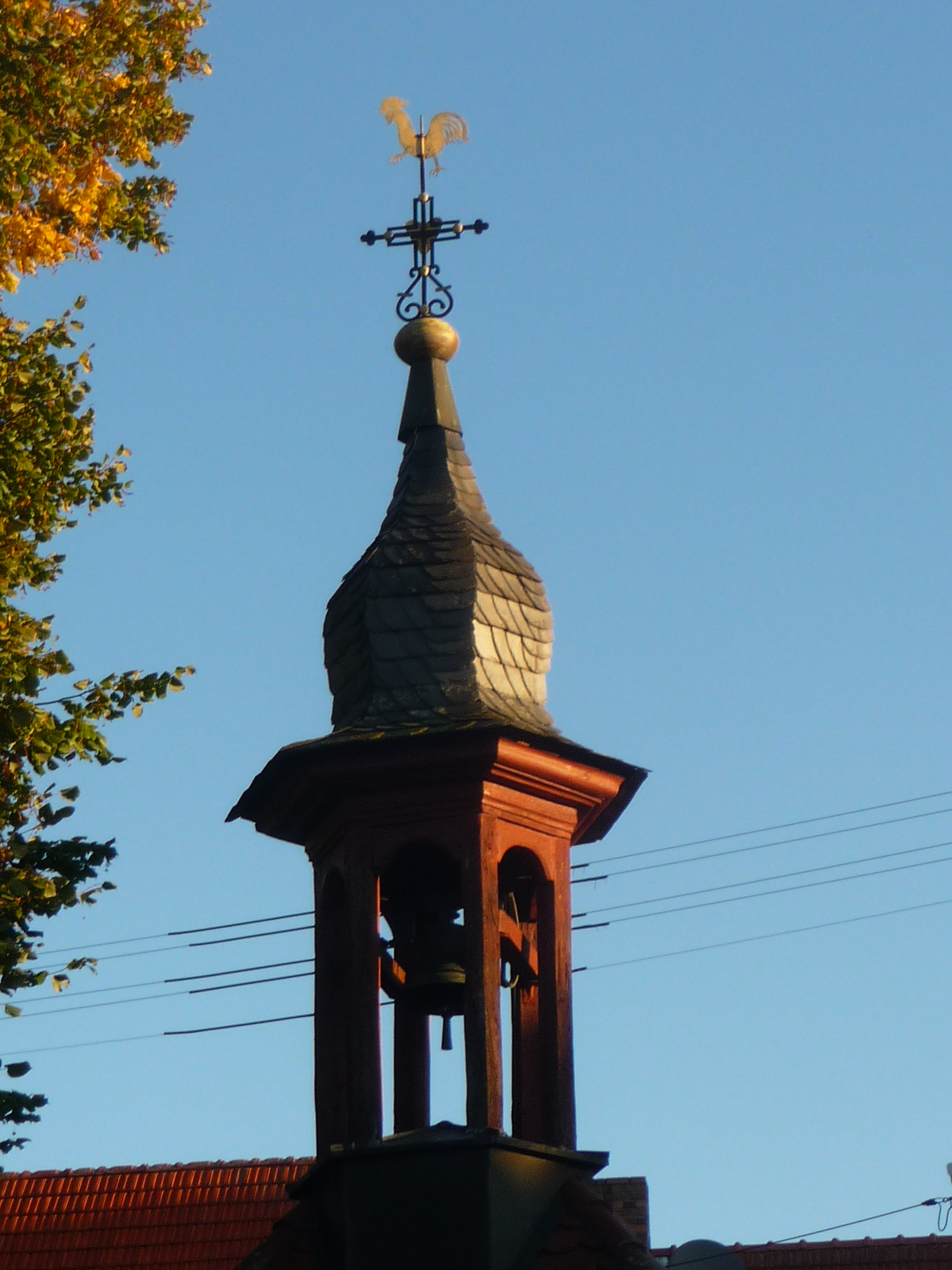
Turmspitze der Kapelle St. Ottilie in der Ortsmitte
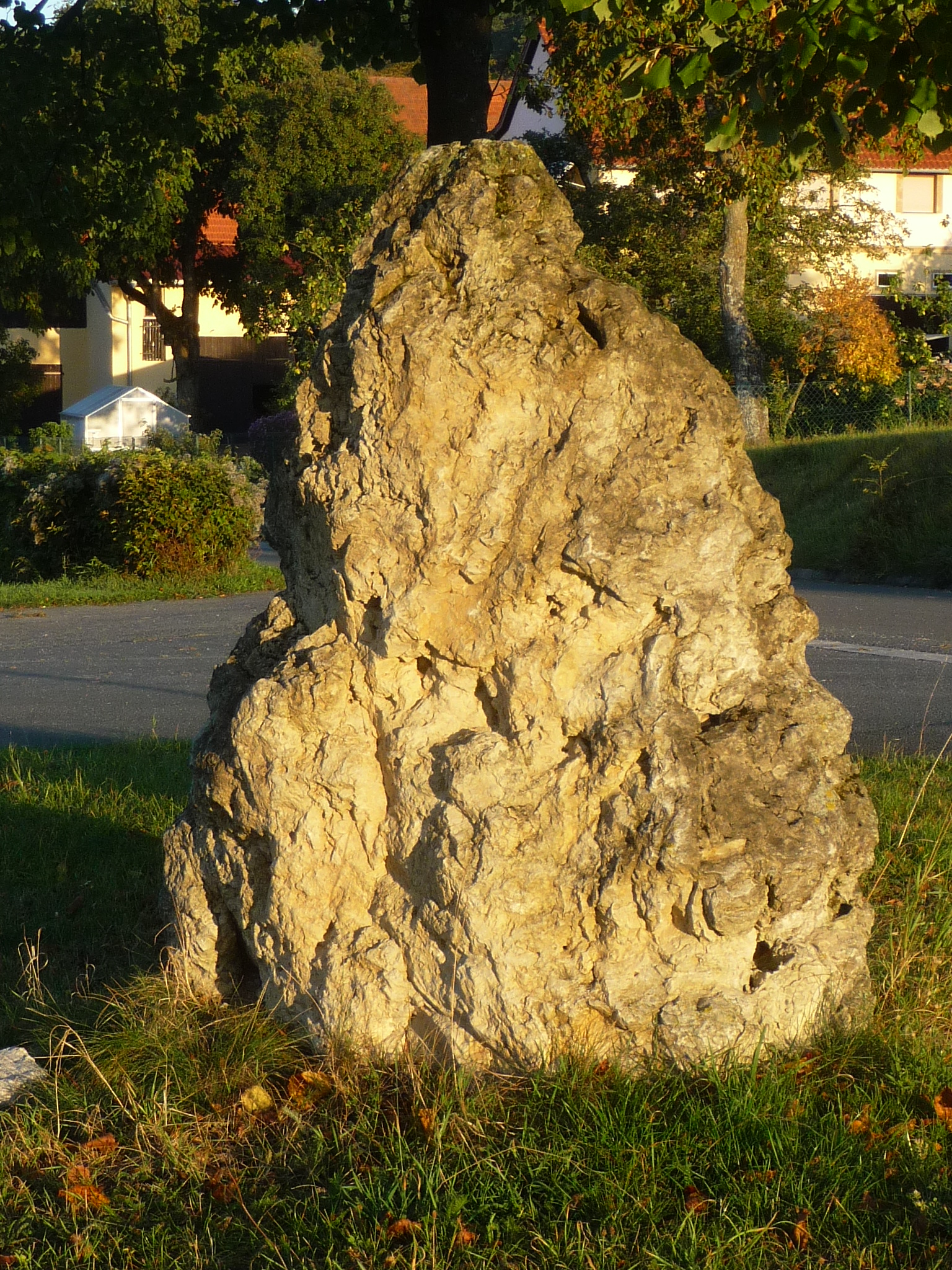
Flurbereinigungsstein am Ortsrand
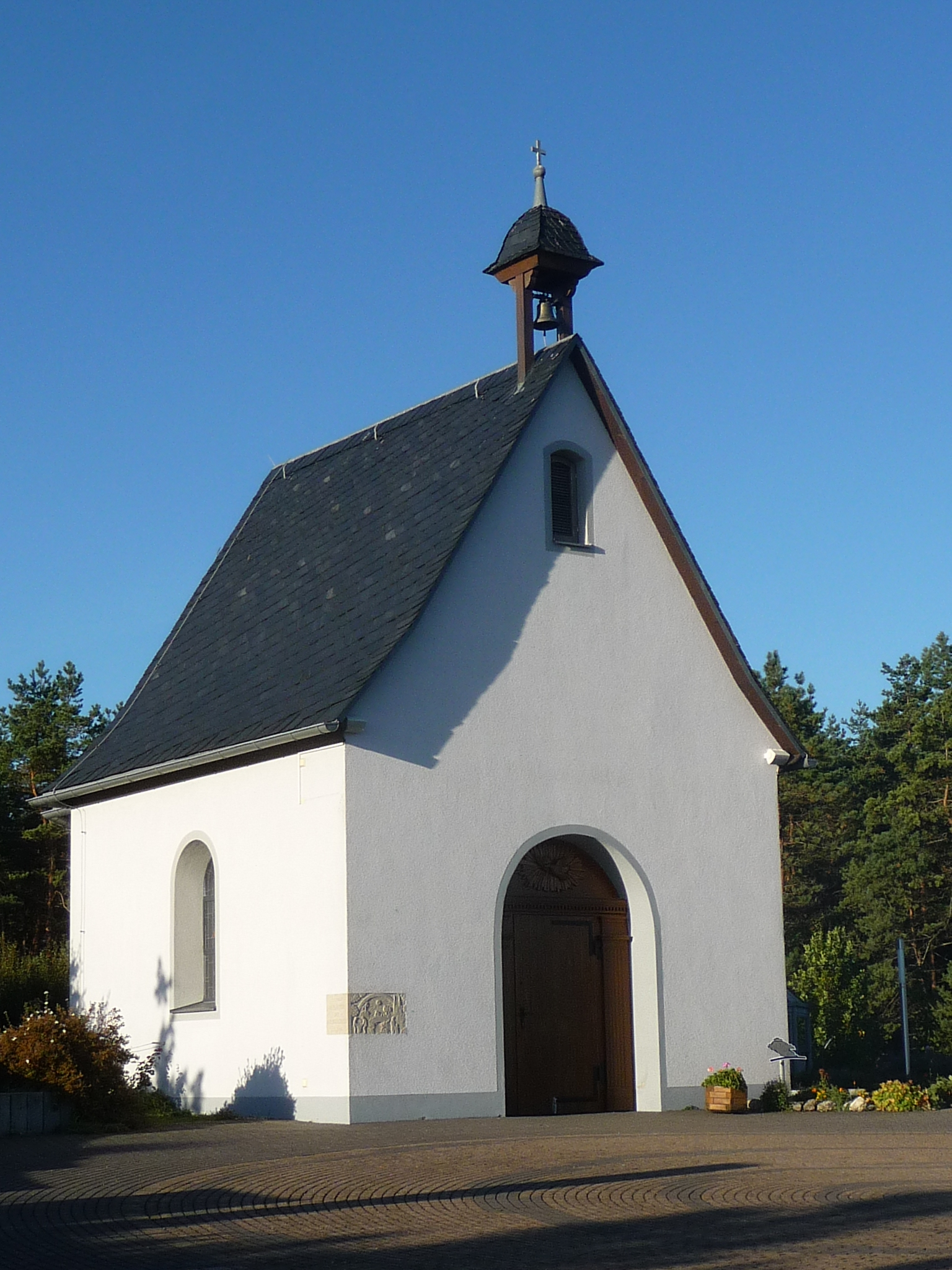
Schönstattzentrum Marienberg bei Dörrnwasserlos